# Josh Magennis
Joshua Brendan David Magennis, detto Josh (Bangor, 15 agosto 1990), è un calciatore nordirlandese, attaccante dell'Exeter City e della nazionale nordirlandese.

## Caratteristiche tecniche
Centravanti, può giocare anche come ala o esterno di centrocampo.

## Carriera

### Club
Ha giocato nella prima divisione scozzese con l'Aberdeen, con il St. Mirren e con il Kilmarnock. Ha inoltre giocato anche in vari club della seconda divisione inglese.

### Nazionale
Ha giocato nelle nazionali giovanili nordirlandesi Under-17, Under-19 ed Under-21.
Viene convocato per gli Europei 2016 in Francia.

## Statistiche

### Cronologia presenze e reti in nazionale
| Cronologia completa delle presenze e delle reti in nazionale ― Irlanda del Nord | Cronologia completa delle presenze e delle reti in nazionale ― Irlanda del Nord | Cronologia completa delle presenze e delle reti in nazionale ― Irlanda del Nord | Cronologia completa delle presenze e delle reti in nazionale ― Irlanda del Nord | Cronologia completa delle presenze e delle reti in nazionale ― Irlanda del Nord | Cronologia completa delle presenze e delle reti in nazionale ― Irlanda del Nord | Cronologia completa delle presenze e delle reti in nazionale ― Irlanda del Nord | Cronologia completa delle presenze e delle reti in nazionale ― Irlanda del Nord |
| Data                                                                            | Città                                                                           | In casa                                                                         | Risultato                                                                       | Ospiti                                                                          | Competizione                                                                    | Reti                                                                            | Note                                                                            |
| ------------------------------------------------------------------------------- | ------------------------------------------------------------------------------- | ------------------------------------------------------------------------------- | ------------------------------------------------------------------------------- | ------------------------------------------------------------------------------- | ------------------------------------------------------------------------------- | ------------------------------------------------------------------------------- | ------------------------------------------------------------------------------- |
| 26-5-2010                                                                       | Jackson                                                                         | Turchia                                                                         | 2 – 0                                                                           | Irlanda del Nord                                                                | Amichevole                                                                      | -                                                                               | 60’                                                                             |
| 30-5-2010                                                                       | Chillán                                                                         | Cile                                                                            | 1 – 0                                                                           | Irlanda del Nord                                                                | Amichevole                                                                      | -                                                                               | 74’                                                                             |
| 17-11-2010                                                                      | Belfast                                                                         | Irlanda del Nord                                                                | 1 – 1                                                                           | Marocco                                                                         | Amichevole                                                                      | -                                                                               | 69’                                                                             |
| 6-9-2013                                                                        | Attard                                                                          | Malta                                                                           | 0 – 0                                                                           | Irlanda del Nord                                                                | Amichevole                                                                      | -                                                                               | 86’                                                                             |
| 26-3-2013                                                                       | Belfast                                                                         | Irlanda del Nord                                                                | 0 – 2                                                                           | Israele                                                                         | Qual. Mondiali 2014                                                             | -                                                                               | 73’                                                                             |
| 31-5-2014                                                                       | Montevideo                                                                      | Uruguay                                                                         | 1 – 0                                                                           | Irlanda del Nord                                                                | Amichevole                                                                      | -                                                                               | 61’                                                                             |
| 5-6-2014                                                                        | Valparaiso                                                                      | Cile                                                                            | 2 – 0                                                                           | Irlanda del Nord                                                                | Amichevole                                                                      | -                                                                               | 62’ 69’                                                                         |
| 11-10-2014                                                                      | Belfast                                                                         | Irlanda del Nord                                                                | 2 – 0                                                                           | Fær Øer                                                                         | Qual. Euro 2016                                                                 | -                                                                               | 84’                                                                             |
| 14-10-2014                                                                      | Pireo                                                                           | Grecia                                                                          | 0 – 2                                                                           | Irlanda del Nord                                                                | Qual. Euro 2016                                                                 | -                                                                               | 72’                                                                             |
| 25-3-2015                                                                       | Glasgow                                                                         | Scozia                                                                          | 1 – 0                                                                           | Irlanda del Nord                                                                | Amichevole                                                                      | -                                                                               | 75’                                                                             |
| 29-3-2015                                                                       | Belfast                                                                         | Irlanda del Nord                                                                | 2 – 1                                                                           | Finlandia                                                                       | Qual. Euro 2016                                                                 | -                                                                               | 79’                                                                             |
| 31-5-2015                                                                       | Crewe                                                                           | Irlanda del Nord                                                                | 1 – 1                                                                           | Qatar                                                                           | Amichevole                                                                      | -                                                                               | 82’                                                                             |
| 4-9-2015                                                                        | Tórshavn                                                                        | Fær Øer                                                                         | 1 – 3                                                                           | Irlanda del Nord                                                                | Qual. Euro 2016                                                                 | -                                                                               | 68’ 73’                                                                         |
| 7-9-2015                                                                        | Belfast                                                                         | Irlanda del Nord                                                                | 1 – 1                                                                           | Ungheria                                                                        | Qual. Euro 2016                                                                 | -                                                                               | 75’                                                                             |
| 8-10-2015                                                                       | Belfast                                                                         | Irlanda del Nord                                                                | 3 – 1                                                                           | Grecia                                                                          | Qual. Euro 2016                                                                 | 1                                                                               | 78’                                                                             |
| 11-10-2015                                                                      | Helsinki                                                                        | Finlandia                                                                       | 1 – 1                                                                           | Irlanda del Nord                                                                | Qual. Euro 2016                                                                 | -                                                                               | 79’                                                                             |
| 13-11-2015                                                                      | Belfast                                                                         | Irlanda del Nord                                                                | 1 – 0                                                                           | Lettonia                                                                        | Amichevole                                                                      | -                                                                               | 54’                                                                             |
| 28-3-2016                                                                       | Belfast                                                                         | Irlanda del Nord                                                                | 1 – 0                                                                           | Slovenia                                                                        | Amichevole                                                                      | -                                                                               | 70’                                                                             |
| 4-6-2016                                                                        | Trnava                                                                          | Slovacchia                                                                      | 0 – 0                                                                           | Irlanda del Nord                                                                | Amichevole                                                                      | -                                                                               | 45’                                                                             |
| 16-6-2016                                                                       | Lione                                                                           | Ucraina                                                                         | 0 – 2                                                                           | Irlanda del Nord                                                                | Euro 2016 - 1º Turno                                                            | -                                                                               | 83’                                                                             |
| 21-6-2016                                                                       | Parigi                                                                          | Irlanda del Nord                                                                | 0 – 1                                                                           | Germania                                                                        | Euro 2016 - 1º Turno                                                            | -                                                                               | 70’                                                                             |
| 25-6-2016                                                                       | Parigi                                                                          | Galles                                                                          | 1 – 0                                                                           | Irlanda del Nord                                                                | Euro 2016 - Ottavi di finale                                                    | -                                                                               | 84’                                                                             |
| 4-9-2016                                                                        | Praga                                                                           | Rep. Ceca                                                                       | 0 – 0                                                                           | Irlanda del Nord                                                                | Qual. Mondiali 2018                                                             | -                                                                               | 59’                                                                             |
| 8-10-2016                                                                       | Belfast                                                                         | Irlanda del Nord                                                                | 4 – 0                                                                           | San Marino                                                                      | Qual. Mondiali 2018                                                             | -                                                                               | 73’                                                                             |
| 11-10-2016                                                                      | Hannover                                                                        | Germania                                                                        | 2 – 0                                                                           | Irlanda del Nord                                                                | Qual. Mondiali 2018                                                             | -                                                                               | 77’                                                                             |
| 11-11-2016                                                                      | Belfast                                                                         | Irlanda del Nord                                                                | 4 – 0                                                                           | Azerbaigian                                                                     | Qual. Mondiali 2018                                                             | -                                                                               |                                                                                 |
| 15-11-2016                                                                      | Belfast                                                                         | Irlanda del Nord                                                                | 0 – 3                                                                           | Croazia                                                                         | Amichevole                                                                      | -                                                                               | 56’                                                                             |
| 2-6-2017                                                                        | Belfast                                                                         | Irlanda del Nord                                                                | 1 – 0                                                                           | Nuova Zelanda                                                                   | Amichevole                                                                      | -                                                                               | 83’                                                                             |
| 10-6-2017                                                                       | Baku                                                                            | Azerbaigian                                                                     | 0 – 1                                                                           | Irlanda del Nord                                                                | Qual. Mondiali 2018                                                             | -                                                                               | 73’                                                                             |
| 1-9-2017                                                                        | Serravalle                                                                      | San Marino                                                                      | 0 – 3                                                                           | Irlanda del Nord                                                                | Qual. Mondiali 2018                                                             | 2                                                                               |                                                                                 |
| 4-9-2017                                                                        | Belfast                                                                         | Irlanda del Nord                                                                | 2 – 0                                                                           | Rep. Ceca                                                                       | Qual. Mondiali 2018                                                             | -                                                                               | 84’                                                                             |
| 5-10-2017                                                                       | Belfast                                                                         | Irlanda del Nord                                                                | 1 – 3                                                                           | Germania                                                                        | Qual. Mondiali 2018                                                             | 1                                                                               |                                                                                 |
| 8-10-2017                                                                       | Oslo                                                                            | Norvegia                                                                        | 1 – 0                                                                           | Irlanda del Nord                                                                | Qual. Mondiali 2018                                                             | -                                                                               |                                                                                 |
| 9-11-2017                                                                       | Belfast                                                                         | Irlanda del Nord                                                                | 0 – 1                                                                           | Svizzera                                                                        | Qual. Mondiali 2018                                                             | -                                                                               |                                                                                 |
| 12-11-2017                                                                      | Basilea                                                                         | Svizzera                                                                        | 0 – 0                                                                           | Irlanda del Nord                                                                | Qual. Mondiali 2018                                                             | -                                                                               | 75’                                                                             |
| 24-3-2018                                                                       | Belfast                                                                         | Irlanda del Nord                                                                | 2 – 1                                                                           | Corea del Sud                                                                   | Amichevole                                                                      | -                                                                               |                                                                                 |
| 30-5-2018                                                                       | Panama                                                                          | Panama                                                                          | 0 – 0                                                                           | Irlanda del Nord                                                                | Amichevole                                                                      | -                                                                               | 88’                                                                             |
| 3-6-2018                                                                        | San José                                                                        | Costa Rica                                                                      | 3 – 0                                                                           | Irlanda del Nord                                                                | Amichevole                                                                      | -                                                                               | 60’                                                                             |
| 12-10-2018                                                                      | Vienna                                                                          | Austria                                                                         | 1 – 0                                                                           | Irlanda del Nord                                                                | UEFA Nations League 2018-2019                                                   | -                                                                               | 79’                                                                             |
| 15-10-2018                                                                      | Sarajevo                                                                        | Bosnia ed Erzegovina                                                            | 2 – 0                                                                           | Irlanda del Nord                                                                | UEFA Nations League 2018-2019                                                   | -                                                                               | 80’                                                                             |
| 21-3-2019                                                                       | Belfast                                                                         | Irlanda del Nord                                                                | 2 – 0                                                                           | Estonia                                                                         | Qual. Euro 2020                                                                 | -                                                                               | 76’                                                                             |
| 24-3-2019                                                                       | Belfast                                                                         | Irlanda del Nord                                                                | 2 – 1                                                                           | Bielorussia                                                                     | Qual. Euro 2020                                                                 | 1                                                                               | 68’                                                                             |
| 8-6-2019                                                                        | Tallinn                                                                         | Estonia                                                                         | 1 – 2                                                                           | Irlanda del Nord                                                                | Qual. Euro 2020                                                                 | 1                                                                               | 69’                                                                             |
| 11-6-2019                                                                       | Barysaŭ                                                                         | Bielorussia                                                                     | 0 – 1                                                                           | Irlanda del Nord                                                                | Qual. Euro 2020                                                                 | -                                                                               | 56’                                                                             |
| 5-9-2019                                                                        | Belfast                                                                         | Irlanda del Nord                                                                | 1 – 0                                                                           | Lussemburgo                                                                     | Amichevole                                                                      | -                                                                               | 88’                                                                             |
| 9-9-2019                                                                        | Belfast                                                                         | Irlanda del Nord                                                                | 0 – 2                                                                           | Germania                                                                        | Qual. Euro 2020                                                                 | -                                                                               | 70’                                                                             |
| 10-10-2019                                                                      | Rotterdam                                                                       | Paesi Bassi                                                                     | 3 – 1                                                                           | Irlanda del Nord                                                                | Qual. Euro 2020                                                                 | 1                                                                               | 67’                                                                             |
| 14-10-2019                                                                      | Praga                                                                           | Rep. Ceca                                                                       | 2 – 3                                                                           | Irlanda del Nord                                                                | Amichevole                                                                      | -                                                                               | 71’                                                                             |
| 16-11-2019                                                                      | Belfast                                                                         | Irlanda del Nord                                                                | 0 – 0                                                                           | Paesi Bassi                                                                     | Qual. Euro 2020                                                                 | -                                                                               |                                                                                 |
| 19-11-2019                                                                      | Francoforte                                                                     | Germania                                                                        | 6 – 1                                                                           | Irlanda del Nord                                                                | Qual. Euro 2020                                                                 | -                                                                               | 83’                                                                             |
| 4-9-2020                                                                        | Bucarest                                                                        | Romania                                                                         | 1 – 1                                                                           | Irlanda del Nord                                                                | UEFA Nations League 2020-2021                                                   | -                                                                               | 13’, 39’                                                                        |
| 8-10-2020                                                                       | Sarajevo                                                                        | Bosnia ed Erzegovina                                                            | 1 – 1 (4 - 5 dtr)                                                               | Irlanda del Nord                                                                | Qual. Euro 2020                                                                 | -                                                                               | 90’                                                                             |
| 11-10-2020                                                                      | Belfast                                                                         | Irlanda del Nord                                                                | 0 – 1                                                                           | Austria                                                                         | UEFA Nations League 2020-2021                                                   | -                                                                               | 83’                                                                             |
| 14-10-2020                                                                      | Oslo                                                                            | Norvegia                                                                        | 1 – 0                                                                           | Irlanda del Nord                                                                | UEFA Nations League 2020-2021                                                   | -                                                                               |                                                                                 |
| 12-11-2020                                                                      | Belfast                                                                         | Irlanda del Nord                                                                | 1 – 2 dts                                                                       | Slovacchia                                                                      | Qual. Euro 2020                                                                 | -                                                                               | 77’                                                                             |
| 15-11-2020                                                                      | Vienna                                                                          | Austria                                                                         | 2 – 1                                                                           | Irlanda del Nord                                                                | UEFA Nations League 2020-2021                                                   | 1                                                                               | 62’                                                                             |
| 18-11-2020                                                                      | Belfast                                                                         | Irlanda del Nord                                                                | 1 – 1                                                                           | Romania                                                                         | UEFA Nations League 2020-2021                                                   | -                                                                               | 79’                                                                             |
| 25-3-2021                                                                       | Parma                                                                           | Italia                                                                          | 2 – 0                                                                           | Irlanda del Nord                                                                | Qual. Mondiali 2022                                                             | -                                                                               | 78’                                                                             |
| 31-3-2021                                                                       | Belfast                                                                         | Irlanda del Nord                                                                | 0 – 0                                                                           | Bulgaria                                                                        | Qual. Mondiali 2022                                                             | -                                                                               | 82’                                                                             |
| 30-5-2021                                                                       | Klagenfurt                                                                      | Malta                                                                           | 0 – 3                                                                           | Irlanda del Nord                                                                | Amichevole                                                                      | -                                                                               | 62’                                                                             |
| 3-6-2021                                                                        | Dnipro                                                                          | Ucraina                                                                         | 1 – 0                                                                           | Irlanda del Nord                                                                | Amichevole                                                                      | -                                                                               | 61’                                                                             |
| 9-10-2021                                                                       | Carouge                                                                         | Svizzera                                                                        | 2 – 0                                                                           | Irlanda del Nord                                                                | Qual. Mondiali 2022                                                             | -                                                                               | 62’ 90’                                                                         |
| 12-10-2021                                                                      | Sofia                                                                           | Bulgaria                                                                        | 2 – 1                                                                           | Irlanda del Nord                                                                | Qual. Mondiali 2022                                                             | -                                                                               | 67’                                                                             |
| 12-11-2021                                                                      | Belfast                                                                         | Irlanda del Nord                                                                | 1 – 0                                                                           | Lituania                                                                        | Qual. Mondiali 2022                                                             | -                                                                               | 78’                                                                             |
| 14-11-2021                                                                      | Belfast                                                                         | Irlanda del Nord                                                                | 0 – 0                                                                           | Italia                                                                          | Qual. Mondiali 2022                                                             | -                                                                               | 57’                                                                             |
| 25-3-2022                                                                       | Lussemburgo                                                                     | Lussemburgo                                                                     | 1 – 3                                                                           | Irlanda del Nord                                                                | Amichevole                                                                      | 1                                                                               | 63’                                                                             |
| 29-3-2022                                                                       | Belfast                                                                         | Irlanda del Nord                                                                | 0 – 1                                                                           | Ungheria                                                                        | Amichevole                                                                      | -                                                                               | 45’                                                                             |
| 24-9-2022                                                                       | Belfast                                                                         | Irlanda del Nord                                                                | 2 – 1                                                                           | Kosovo                                                                          | UEFA Nations League 2022-2023                                                   | 1                                                                               |                                                                                 |
| 27-9-2022                                                                       | Atene                                                                           | Grecia                                                                          | 3 – 1                                                                           | Irlanda del Nord                                                                | UEFA Nations League 2022-2023                                                   | -                                                                               | 76’                                                                             |
| 23-3-2023                                                                       | Serravalle                                                                      | San Marino                                                                      | 0 – 2                                                                           | Irlanda del Nord                                                                | Qual. Euro 2024                                                                 | -                                                                               | 67’                                                                             |
| 26-3-2023                                                                       | Belfast                                                                         | Irlanda del Nord                                                                | 0 – 1                                                                           | Finlandia                                                                       | Qual. Euro 2024                                                                 | -                                                                               | 50’                                                                             |
| 7-9-2023                                                                        | Lubiana                                                                         | Slovenia                                                                        | 4 – 2                                                                           | Irlanda del Nord                                                                | Qual. Euro 2024                                                                 | -                                                                               | 46’                                                                             |
| 10-9-2023                                                                       | Astana                                                                          | Kazakistan                                                                      | 1 – 0                                                                           | Irlanda del Nord                                                                | Qual. Euro 2024                                                                 | -                                                                               | 70’                                                                             |
| 14-10-2023                                                                      | Belfast                                                                         | Irlanda del Nord                                                                | 3 – 0                                                                           | San Marino                                                                      | Qual. Euro 2024                                                                 | 1                                                                               | 63’                                                                             |
| 17-10-2023                                                                      | Belfast                                                                         | Irlanda del Nord                                                                | 0 – 1                                                                           | Slovenia                                                                        | Qual. Euro 2024                                                                 | -                                                                               | 46’                                                                             |
| 17-11-2023                                                                      | Helsinki                                                                        | Finlandia                                                                       | 4 – 0                                                                           | Irlanda del Nord                                                                | Qual. Euro 2024                                                                 | -                                                                               | 60’                                                                             |
| 22-3-2024                                                                       | Bucarest                                                                        | Romania                                                                         | 1 – 1                                                                           | Irlanda del Nord                                                                | Amichevole                                                                      | -                                                                               | 71’                                                                             |
| 26-3-2024                                                                       | Glasgow                                                                         | Scozia                                                                          | 0 – 1                                                                           | Irlanda del Nord                                                                | Amichevole                                                                      | -                                                                               | 57’                                                                             |
| 11-6-2024                                                                       | Murcia                                                                          | Irlanda del Nord                                                                | 2 – 0                                                                           | Andorra                                                                         | Amichevole                                                                      | -                                                                               | 60’                                                                             |
| 5-9-2024                                                                        | Belfast                                                                         | Irlanda del Nord                                                                | 2 – 0                                                                           | Lussemburgo                                                                     | UEFA Nations League 2024-2025 - 1º turno                                        | -                                                                               | 46’                                                                             |
| 15-10-2024                                                                      | Belfast                                                                         | Irlanda del Nord                                                                | 5 – 0                                                                           | Bulgaria                                                                        | UEFA Nations League 2024-2025 - 1º turno                                        | 1                                                                               | 85’                                                                             |
| 15-11-2024                                                                      | Belfast                                                                         | Irlanda del Nord                                                                | 2 – 0                                                                           | Bielorussia                                                                     | UEFA Nations League 2024-2025 - 1º turno                                        | -                                                                               | 75’                                                                             |
| Totale                                                                          |                                                                                 | Presenze                                                                        | 82                                                                              |                                                                                 | Reti                                                                            | 12                                                                              |                                                                                 |

## Palmarès

### Club

#### Competizioni nazionali
- Coppa di Lega scozzese: 1

Aberdeen: 2013-2014
- Football League One: 2

Hull City: 2020-2021
Wigan: 2021-2022

### Individuale
- Capocannoniere della FA Cup: 1

2024-2025 (6 reti)